# Freshtival
Freshtival is een jaarlijks terugkerend muziekfestival dat gehouden wordt op Het Rutbeek in Enschede.

## Geschiedenis
Freshtival begon in 2009 kleinschalig voor zo’n 3.000 bezoekers. Langzaam maar zeker groeide het uit tot een groot evenement met tegenwoordig op de zondag ruim 30.000 bezoekers. Freshtival wordt twee dagen gehouden; op zaterdag en zondag tijdens het Pinksterweekend.

## Optredens

### 2018
De hoofdact van het festival in 2018 was artiest Sean Paul.

### 2019
In 2019 wordt de elfde editie van het festival gehouden. Artiesten die optreden zijn Jason Derülo, Ronnie Flex en Deuxperience en Maan. Ook Nicky Romero, Tino Martin, Fedde le Grand, Suzan & Freek, Kris Kross Amsterdam en Frenna staan op het programma. In totaal worden er 150 artiesten verwacht.